# Baden Powellweg (Amsterdam)
De Baden Powellweg is een straat aan de westkant van de wijk Osdorp, in de Nederlandse stad Amsterdam, in het verre westen van die gemeente, tegenwoordig stadsdeel Nieuw-West.
De straat loopt langs (evenwijdig/parallel aan) een deel van de oude Osdorperweg en begint, in het verlengde van de Vrije Geer, op een rotonde aan de Plesmanlaan en kruist de Pieter Calandlaan, Tussen Meer en de Osdorper Ban, en eindigt, ook weer met een rotonde, op de Ookmeerweg. Iets links van de eindrotonde ligt, min of meer in het verlengde, het deel van de Osdorperweg (met de kern van het oude dorp Osdorp)  dat naar Halfweg leidt.

## Geschiedenis
De Baden Powellweg werd benoemd, door de gemeente(raad van) Amsterdam, in 1960, naar Robert Baden-Powell (1857-1941), de Engelse grondlegger/oprichter van de padvinderij (scouting).
De straat was aanvankelijk, afgezien van de vrij kleine en fysiek gescheiden, woonbuurt De Punt rond het Dijkgraafplein, de westelijke begrenzing van de tuinstad Osdorp. Ten westen ervan lag vooral landelijk gebied, de Middelveldsche Akerpolder (MAP), met de Noorder- en Zuiderakerweg.
In het kader van de planologische ideeën van de tijd, jaren 50, dat de straat gepland werd, is het doorgaande autoverkeer in de wijk zoveel mogelijk over wegen geleid waar niet rechtstreeks bebouwing aan lag, zoals de Ookmeerweg (noordzijde) (er zijn wel woningen "aan" deze weg maar dan wel aan een ventweg, gescheiden van de doorgaande weg), de Baden Powellweg en de Plesmanlaan (zuidzijde) (de laatste weg formeel net buiten Osdorp).
Later kwam er toch ook, vanaf 1965 aan de zuidwestkant bebouwing, nabij het dorp Sloten, met woningen en het hoofdkwartier van Famous Artists School, met adressen aan de Baden Powellweg. Het meest markante gebouw is daar de flat Akerstein tegenover het Jan van Zutphenplantsoen. Het gebouw verkreeg enige beruchtheid in 1977, toen het appartement op nr 217 daar enige tijd in gebruik was door leden van de Rote Armee Fraktion. Dit leidde op 10 november van dat jaar bij een telefooncel op de Pieter Calandlaan bij de Domela Nieuwenhuizenstraat tot een schietpartij tussen de RAF-leden Christof Wackernagel en Gert Schneider enerzijds en een aanhoudingsteam van de Amsterdamse politie anderzijds.
Rond 2000 is het karakter van de Baden Powellweg veranderd door de nieuwbouwwijk De Aker in de Middelveldsche Akerpolder, waardoor deze straat niet meer een randweg is.

## Openbaar vervoer
Openbaar vervoer is er vooral op de kruisende wegen, zo rijdt tramlijn 1 over de Pieter Calandlaan (naar de Aker) en tram 17 over Tussen Meer (naar het Dijkgraafplein). Verder gaat buslijn 63 vanaf de Osdorper Ban over de Baden Powellweg naar de Ookmeerweg (naar Westgaarde en De Aker).

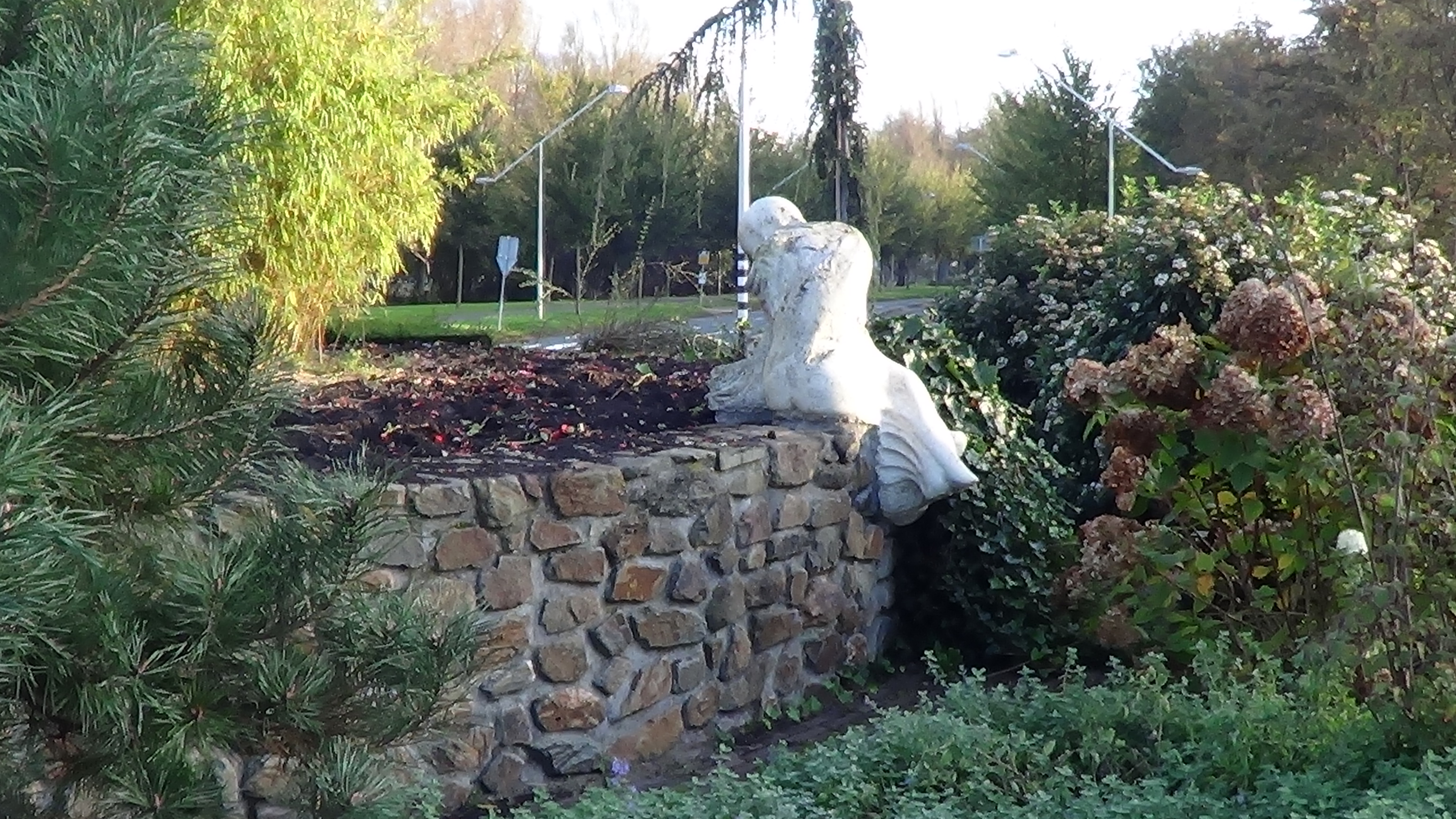
Rotonde Plesmanlaan / Vrije Geer
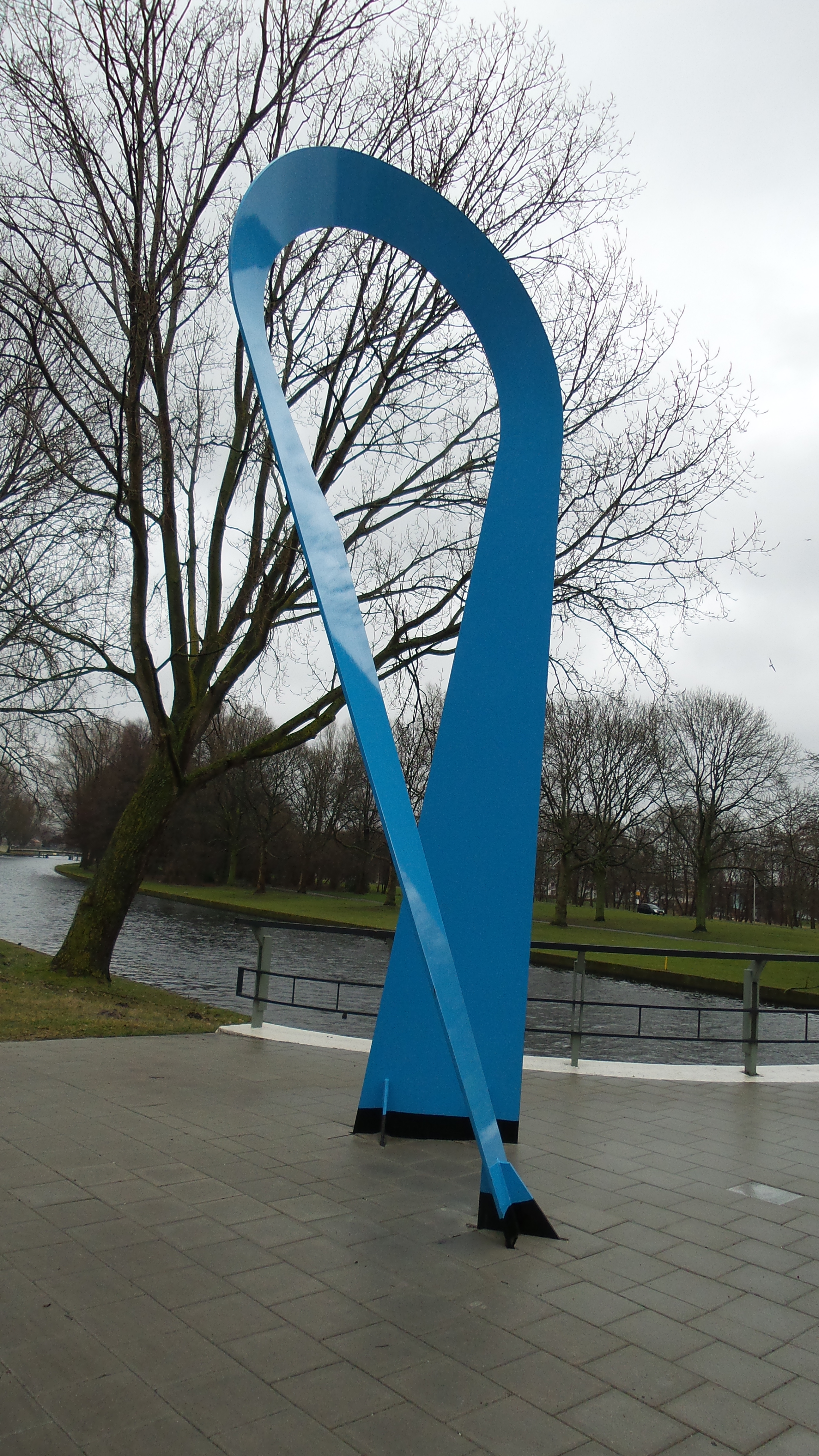
Blauwe boog kunstwerk uit 1990 van Cyril Lixenberg op de brug over de Slotervaart
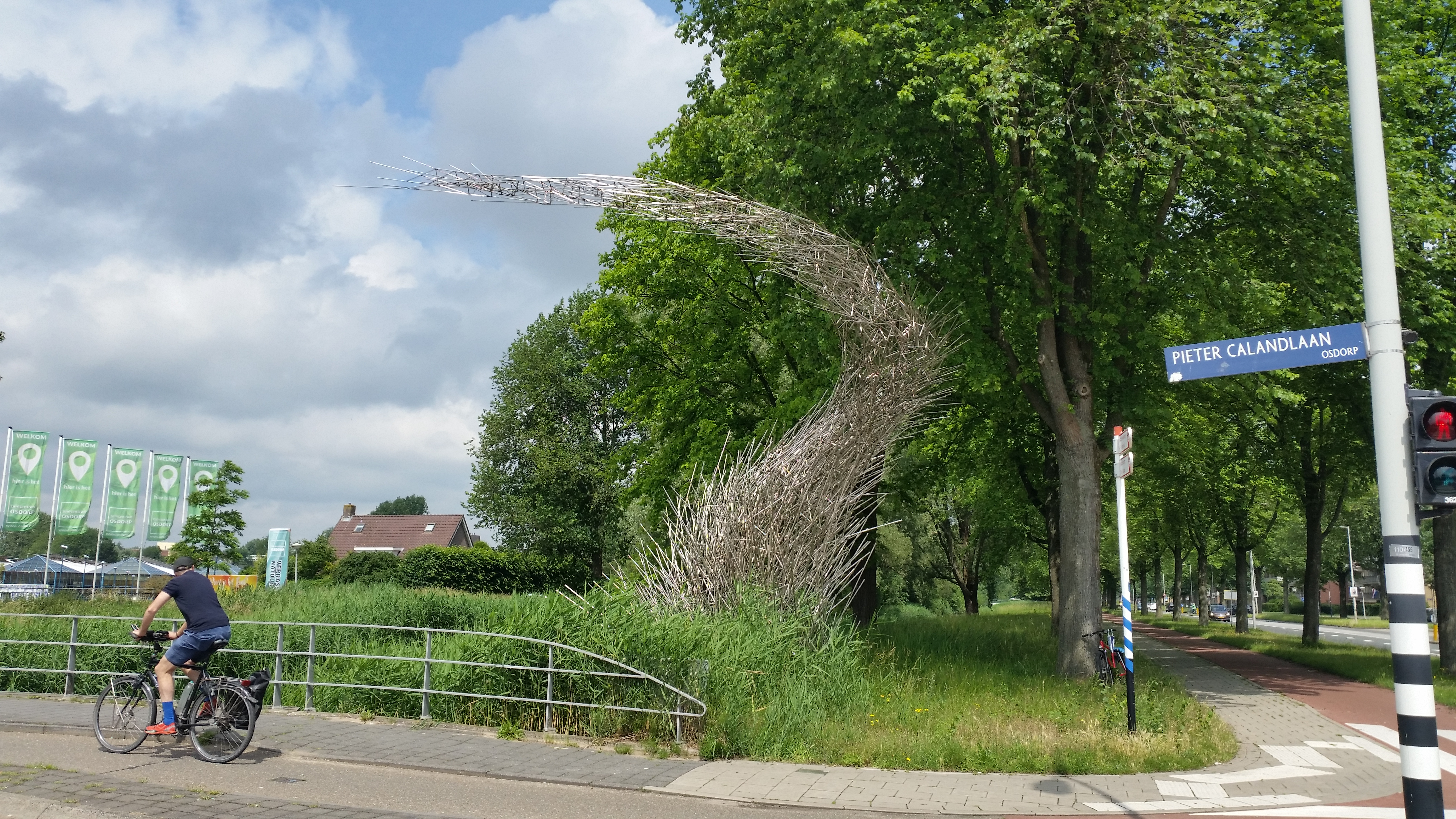
Zwerm, een kunstwerk uit 2006 van Paul Vendel op de brug bij de kruising Pieter Calandlaan